# LK-1
LK-1 byl první trolejbus zkonstruovaný a vyrobený v někdejším Sovětském svazu. První dva vozy vyjely do provozu v Moskvě 15. listopadu 1933. Zkratka v názvu neoznačovala výrobce, ale iniciály politika Lazara Kaganoviče.

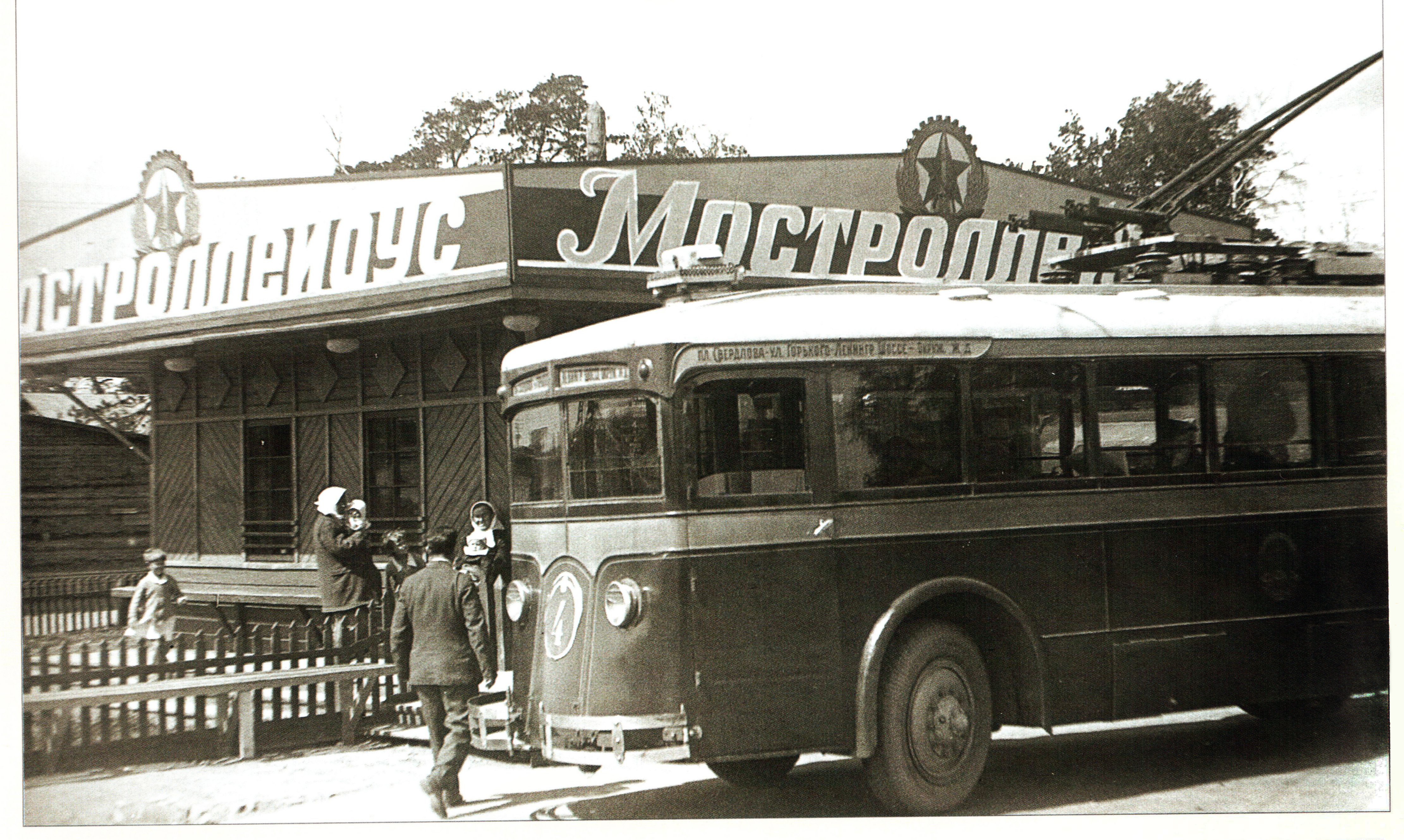
Trolejbus LK-1 na konečné

## Historie vzniku
Podnětů ke konstrukci a výrobě trolejbusů bylo několik. Tramvaje, které byly ve velkých městech tehdejšího SSSR základem hromadné dopravy, už nestíhaly dopravovat cestující mezi rostoucími průmyslovými objekty a obytnými celky, stavěnými na okrajích měst. V centrech velkých měst byly stále ještě úzké ulice, nevhodné pro rozšiřování tramvajové dopravy. Automobilový průmysl té doby nebyl schopen vyrábět náročné strojírenské celky, jakými jsou motory a převodovky. Nedokonalé spalovací motory té doby byly navíc hlučné a produkovaly velké množství kouře a sazí. Proto bylo rozhodnuto zkonstruovat trolejbus, v té době již v západní Evropě vyráběný řadou firem. Z tehdejšího pohledu se jevil jako vozidlo výrazně jednodušší, než autobus, přitom srovnatelně pohyblivé.
Trolejbusy LK-1 vznikaly v kooperaci několika, převážně moskevských podniků. Podvozek, tj. rám s nápravami, koly a odpružením pocházel z nákladního automobilu JA-3, vyráběného v té době Jaroslavským automobilovým závodem. Elektrickou výzbroj dodal moskevský elektrotechnický závod Dinamo (dnes Akciová elektrotechnická společnost Dinamo). Nedostupné trolejbusové komponenty vyrobil autoopravárenský závod AREMZ. Karoserii postavila továrna AMO (dnešní automobilka AMO – ZIL) a konečná montáž proběhla v podniku SVARZ (Sokolničeskij vagonoremontno – strojitelnyj zavod – Sokolnický závod na opravu a výrobu vagonů, v té době opravárenský závod moskevských tramvají). Základní projekt i výrobní dokumentaci vypracovali specialisté z NATI (Naučnyj avtotraktornyj institut – Výzkumný autotraktorový institut), nejvýznamnějšího vědecko-výzkumného centra automobilového a traktorového průmyslu.

## Konstrukce vozidla

### Podvozek
Základem byl rám, svařený a snýtovaný z běžných válcovaných profilů. Zavěšení kol bylo závislé, odpružené. Karoserie trolejbusu měla na rozdíl od nákladních automobilů i autobusů delší přední převis. Na přední nápravu připadala větší hmotnost, než tomu bylo u nákladního automobilu JA-3, od kterého byl rám odvozen. Proto byly na předních kolech pneumatiky většího průměru (42 × 8 palců) oproti původním 40 × 8 palců. Na zadní nápravě s dvojmontáží zůstaly pneumatiky původního rozměru.

### Karoserie
Kostra karoserie byla dřevěná, z jasanových a dubových přířezů. Následkem toho ve vlhkém počasí karoserie vrzala. Zvnějšku byla karoserie opláštěna milimetrovým ocelovým plechem, zevnitř překližkou. Použitá konstrukce odpovídala zvyklostem té doby, stejným způsobem se zhotovovaly karoserie autobusů i tramvají. Zhotovení, montáž i kompletace karoserie, při níž se počítalo s rukodělnou prací, představovala zhruba tři čtvrtiny pracnosti při výrobě celého trolejbusu. Přestože z dnešního pohledu vypadal interiér vozidla dosti primitivně, oproti dosavadním tramvajím představoval pro cestující značný pokrok. Obsaditelnost vozu byla 55 cestujících, z toho 37 sedících. Sedačky byly čalouněny umělou kůží, v opěradlech sedadel byla vestavěna poniklovaná madla pro stojící cestující. Okna byla rozměrnější ve srovnání s tramvajovými, devět oken bylo možné otevírat. Nad okny byly umístěny síťky na zavazadla. Večer bylo možné uvnitř rozsvítit deset lampiček. Vytápění v chladných dnech zajišťovaly tři elektrické kalorifery. K větrání byly určeny čtyři ventilátory ejektorového typu. Vstupní dveře byly dvoudílné, umístěné vzadu, otevírali si je sami cestující. Přední jednodílné výstupní dveře otevíral řidič.

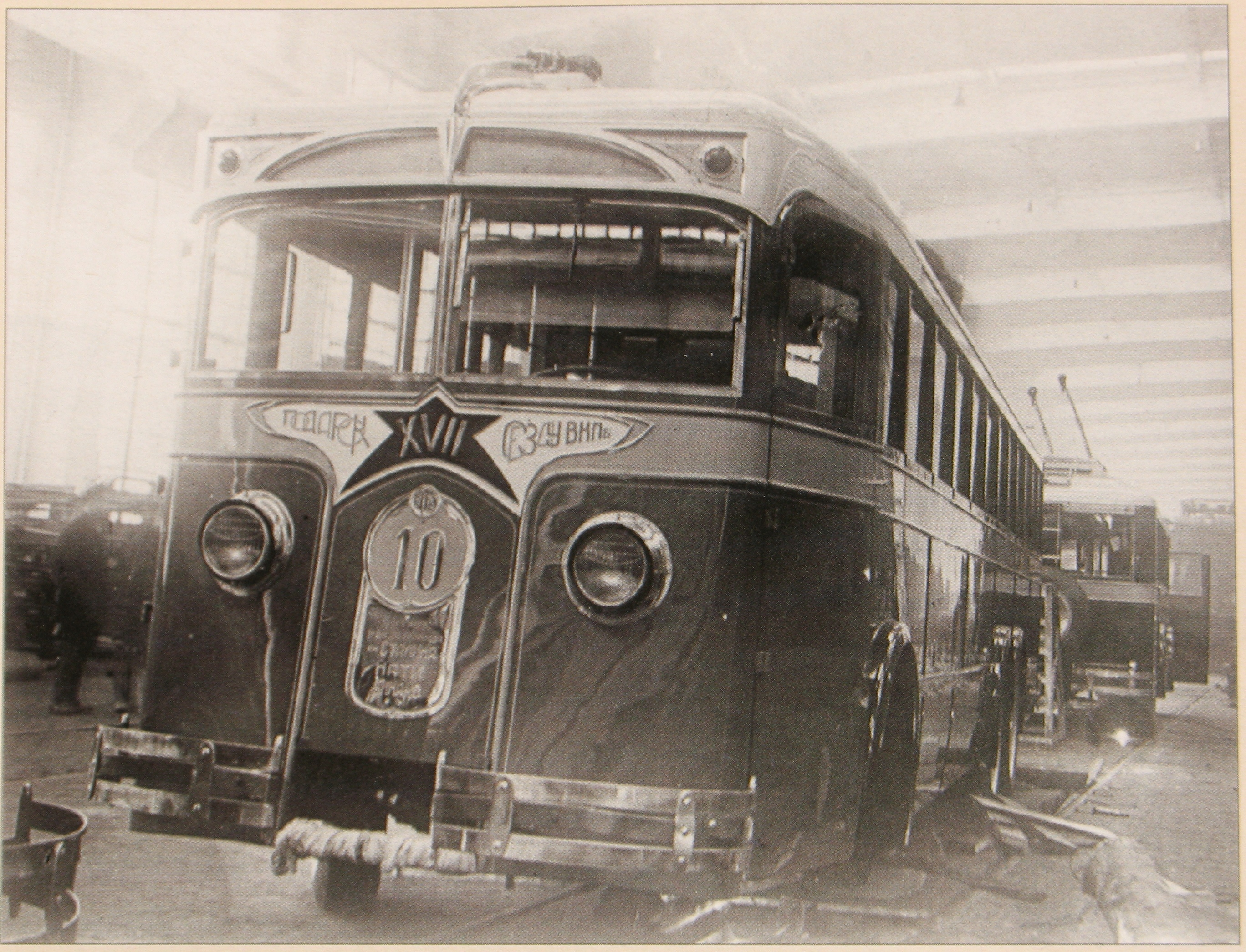
Dva z trolejbusů ve vozovně

### Poháněcí soustava
Hnací náprava byla zadní, zděděná z automobilu JAG-3 včetně dvojité redukce. Mechanické brzdy působily pouze na zadní nápravu. Ruční brzda působila na kardanovou hřídel. Trolejbus poháněl kompaundní elektromotor DTB-60. Byl umístěn pod podlahou. S výkonem odpovídajícím 82 koňským silám dokázal rozjet trolejbus až na 55 km/h. Cestující oceňovali především rychlý rozjezd – soudobé autobusy měly motory o výkonech 40, 60 nebo 73 koňských sil. Motor byl napájen stejnosměrným proudem o napětí 550 až 600 V. Tyčové sběrače umístěné na střeše byly zakončeny kladkou. Kladky se otáčely několika tisíci otáčkami za minutu a rychle se opotřebovávaly. V provozu vydržely nejvýše osm až deset dní. Teprve o několik let později se podařilo vyvinout odolnější a spolehlivější sběrač s grafitovou kluznou botkou. Funkci napájení signalizovala řidiči trvale svítící kontrolka na palubní desce. Při jejím zhasnutí bylo nutné nasadit tyčový sběrač na trolej. K tomu měl řidič vzadu na voze žebřík, po kterém bylo možné vylézt na střechu. Konstrukce tyčových sběračů umožňovala vozidlu odchýlit se až dva metry do boku od ideální stopy.

## Výroba a provozní nasazení
Během prvního roku výroby jezdilo v Moskvě třicet vozidel a v roce 1936 celkem 68. V roce 1934 vznikl také jediný prototyp tříosé verze LK-2. Byly vyrobeny také vylepšené dvouosé verze LK-4 a LK-5. Celkem bylo vyrobeno přibližně 100 kusů trolejbusů této řady. Jezdily mimo Moskvu také v trolejbusových provozech Leningradu, Kyjeva a Rostova na Donu.
Od roku 1936 byly tyto trolejbusy nahrazovány propracovanějšími trolejbusy JaTB-1 a do konce třicátých let zmizely z ulic.